# Liste des édifices labellisés « Patrimoine du XXe siècle » de la Meuse
Cet article recense les édifices protégés au titre du Patrimoine du XXe siècle du département de la Meuse, en France.

## Liste
| Monument                                             | Commune                             | Adresse                        | Coordonnées                      | Notice         | Protection                           | Date | Illustration                                        |
| ---------------------------------------------------- | ----------------------------------- | ------------------------------ | -------------------------------- | -------------- | ------------------------------------ | ---- | --------------------------------------------------- |
| Château de Marbeaumont                               | Bar-le-Duc                          | 74 rue Saint-Mihiel            | 48° 46′ 26″ nord, 5° 10′ 18″ est | « PA00106462 » | Inscrit MH (1980)                    | 1980 | Château de Marbeaumont                              |
| Ermitage de Saint-Rouin                              | Beaulieu-en-Argonne                 | Saint-Rouin                    | 49° 02′ 10″ nord, 5° 01′ 56″ est | « PA00132765 » | Classé MH (1998)                     | 1998 | Ermitage de Saint-Rouin                             |
| Plateau Sainte-Anne                                  | Clermont-en-Argonne                 |                                | 49° 06′ 08″ nord, 5° 04′ 00″ est | « PA00106508 » | Classé MH (1922)                     | 1922 | Image manquante Téléverser                          |
| Pharmacie Malard                                     | Commercy                            | 23 place Charles-de-Gaulle     | 48° 45′ 43″ nord, 5° 35′ 35″ est | « PA55000012 » | Classé MH (1998)                     | 1998 | Pharmacie Malard                                    |
| Tranchée des Baïonnettes                             | Douaumont                           |                                | 49° 12′ 51″ nord, 5° 25′ 32″ est | « PA00106528 » | Classé MH (1922)                     | 1922 | Image manquante Téléverser                          |
| Plage aménagée du lac Vert                           | Doulcon                             | Rue de la Gare                 | 49° 23′ 02″ nord, 5° 10′ 43″ est |                |                                      | 2015 | Image manquante Téléverser                          |
| Nécropole nationale du Trottoir                      | Les Éparges                         |                                | 49° 03′ 56″ nord, 5° 36′ 20″ est | « IA00036467 » | Inscrit                              | 2017 | Nécropole nationale du Trottoir                     |
| Hôtel de ville d'Étain                               | Étain                               | 1 Place Jean-Baptiste Rouillon | 49° 12′ 47″ nord, 5° 38′ 11″ est | « PA55000031 » | Inscrit MH (2002)                    | 2002 | Hôtel de ville d'Étain                              |
| Village d'Éton                                       | Éton                                |                                | 49° 16′ 30″ nord, 5° 40′ 42″ est |                |                                      | 2015 | Village d'Éton                                      |
| Hôtel de ville d'Euville                             | Euville                             |                                | 48° 44′ 57″ nord, 5° 37′ 27″ est | « PA00106533 » | Classé MH (1992)                     | 1992 | Hôtel de ville d'Euville                            |
| Monument aux morts juifs de Fleury-devant-Douaumont  | Fleury-devant-Douaumont             | Sous Thiaumont                 | 49° 12′ 21″ nord, 5° 25′ 14″ est | « PA55000001 » | Classé MH (1996)                     | 1996 | Monument aux morts juifs de Fleury-devant-Douaumont |
| Ossuaire de Douaumont                                | Fleury-devant-Douaumont             | Sous Thiaumont                 | 49° 12′ 29″ nord, 5° 25′ 25″ est | « PA55000002 » | Classé MH (1996)                     | 1996 | Ossuaire de Douaumont                               |
| Ancienne boulonnerie de Gercourt-et-Drillancourt     | Gercourt-et-Drillancourt            | Chemin de la Boulonnerie       | à géolocaliser                   |                |                                      | 2015 | Image manquante Téléverser                          |
| Kaiser-Tunnel                                        | Lachalade Également sur Boureuilles |                                | 49° 11′ 26″ nord, 4° 59′ 30″ est | « PA55000014 » | Inscrit MH (1998)                    | 1998 | Image manquante Téléverser                          |
| Villa Teinturier                                     | Laheycourt                          | 28 rue du Général Porson       | 48° 53′ 27″ nord, 5° 01′ 05″ est | « PA55000043 » | Inscrit MH (2013) · Classé MH (2013) | 2013 | Image manquante Téléverser                          |
| Poste de commandement du colonel Driant              | Moirey-Flabas-Crépion               |                                | 49° 16′ 27″ nord, 5° 24′ 15″ est | « PA00106584 » | Classé MH (1931)                     | 1931 | Poste de commandement du colonel Driant             |
| Terrains de zone rouge                               | Montfaucon-d'Argonne                |                                | 49° 16′ 23″ nord, 5° 08′ 29″ est | « PA00106587 » | Classé MH (1937)                     | 1937 | Terrains de zone rouge                              |
| Cinéma Lux                                           | Montmédy                            | 1 rue Général-Leclerc          | 49° 31′ 10″ nord, 5° 21′ 49″ est |                |                                      | 2015 | Image manquante Téléverser                          |
| Butte de Montsec                                     | Montsec                             |                                | 48° 53′ 22″ nord, 5° 42′ 46″ est | « PA00106591 » | Classé MH (1975)                     | 1975 | Butte de Montsec                                    |
| Cimetière américain et chapelle de Meuse-Argonne     | Romagne-sous-Montfaucon             |                                | 49° 20′ 03″ nord, 5° 05′ 36″ est | « PA55000049 » | Inscrit                              | 2017 | Cimetière américain et chapelle de Meuse-Argonne    |
| Ancienne usine de la société Meusienne de Lunetterie | Saint-Mihiel                        | 12 rue René-Frybourg           | 48° 53′ 50″ nord, 5° 32′ 18″ est |                |                                      | 2015 | Image manquante Téléverser                          |
| Abris du prince Ruprecht de Bavière                  | Varennes-en-Argonne                 |                                | 49° 12′ 51″ nord, 4° 59′ 30″ est | « PA00106644 » | Classé MH (1922)                     | 1922 | Image manquante Téléverser                          |
| Terrains de zone rouge                               | Vauquois                            |                                | 49° 12′ 21″ nord, 5° 04′ 10″ est | « PA00106652 » | Classé MH (1937)                     | 1937 | Terrains de zone rouge                              |
| Chapelle Sainte-Jeanne-d’Arc                         | Verdun                              | Place Georges-Guérin           | 49° 09′ 40″ nord, 5° 22′ 20″ est |                |                                      | 2015 | Image manquante Téléverser                          |
| Monument à la Victoire et aux Soldats                | Verdun                              | Place de la Libération         | 49° 09′ 41″ nord, 5° 23′ 04″ est | « PA00106685 » | Inscrit MH (1989)                    | 1989 | Monument à la Victoire et aux Soldats               |
| Château d'Hattonchâtel                               | Vigneulles-lès-Hattonchâtel         |                                | 48° 59′ 34″ nord, 5° 42′ 21″ est | « PA00106674 » | Inscrit MH (1986)                    | 1986 | Château d'Hattonchâtel                              |

### Sources
- [PDF] « Édifices ou ensembles labellisés « Patrimoine du XXe siècle » entre 2000 et 2015 », sur culturecommunication.gouv.fr, 24 février 2017